# Argame
Argame es una parroquia del concejo asturiano de Morcín, en España, y un lugar de dicha parroquia.
La parroquia de Argame cuenta con una población de 203 habitantes (INE, 2012), y comprende 3 núcleos de población.
El templo parroquial situado en el lugar de Argame, está ofrecido a San Miguel.
Histórico emplazamiento ya usado por los romanos para obtener hierro de sus minas, de ahí su nombre Argame (tierra encima de hierro), aunque se supone que este emplazamiento ya estaba habitado mucho antes. En el siglo X, Argame es donada a la iglesia de Oviedo y se convierte en fortaleza. Pertenece a las denominadas cuencas mineras, en este caso la del Caudal, río que baña sus fértiles vegas.

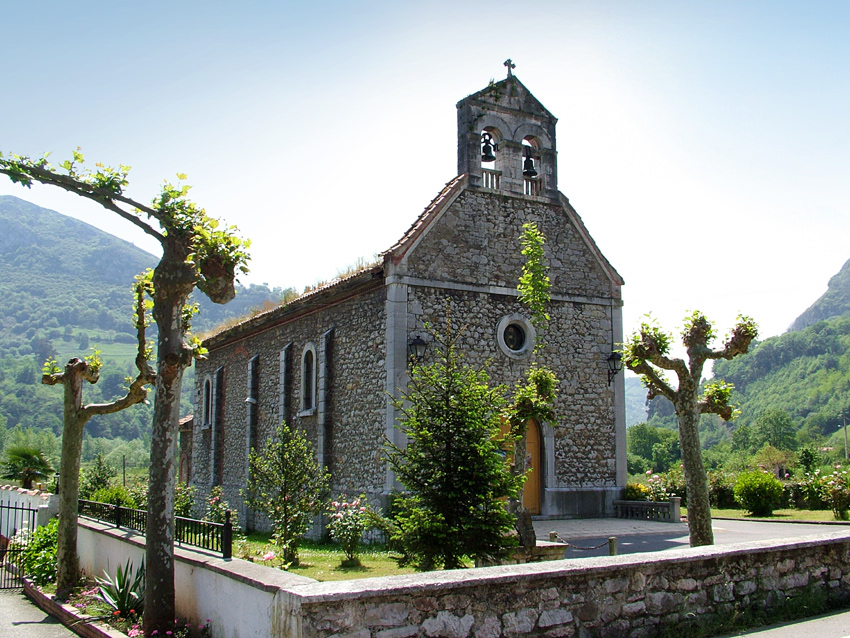
Iglesia de San Miguel

Al ser un pequeño pueblo típico asturiano, cabe destacar su iglesia dedicada al culto de San Miguel y a la Virgen de las Nieves, cuya fiesta se conmemora el primer fin de semana de agosto y suele ser la fiesta por antonomasia del pueblo. Por otra parte tenemos el palacio de los Moutas, antigua residencia de los señores de la localidad, con su capilla adyacente, aunque aún no rehabilitado. También esta el molino de agua plenamente rehabilitado a las afueras del pueblo. En épocas anteriores hubo hasta tres, pero es el único que se conserva actualmente en funcionamiento. 
Cabe destacar su arquitectura rural, con casas de piedra y sus numerosos hórreos aún en pie.
Existe una gran cantidad de cultivos y árboles frutales que se dan en este paraje privilegiado cercano a Oviedo, tanto los manzanales, nozales, higueras y cerezos, ofrecen cada primavera sus frutos. En tiempos pasados a Argame se le denominó el pueblu de la fame, nombre sarcástico debido a esta razón.